# Jan de Moor
Pour les articles homonymes, voir Moor.
Jan de Moor  est un marchand et navigateur néerlandais du XVIIe siècle, qui a découvert Tobago dans les années 1630, après avoir été maire de Flessingue, et membre du conseil d’État hollandais.
Il était l’ami et le compagnon d’armes d’un jeune Anversois dénommé Willem Usselincx (1567-1647), qui fut le fondateur de la Compagnie néerlandaise des Indes occidentales en 1616. 
Willem Usselincx, que sa famille destine au négoce des épices, est envoyé en formation en Espagne, au Portugal et aux Açores et dès son retour en 1591, il quitta Anvers pour la Hollande et n’eut de cesse de convaincre ses nouveaux compatriotes de fonder à leur tour des colonies sur le nouveau continent afin d’y combattre les Espagnols.
Beaucoup plus risqué que celui de la Compagnie néerlandaise des Indes orientales, beaucoup moins rentable, le pari de cette nouvelle compagnie, 14 ans après la création de l’autre, reposait sur le désir d’organiser une colonisation de la Côte Sauvage, permettant de trouver un refuge pour des familles wallonnes et juives persécutées et réfugiées en Hollande.
Jan de Moor  accueille  en 1615 une colonie d’une cinquantaine de familles protestantes persécutés d’Avesnes-sur-Helpe, qui s’était successivement réfugiées à Sedan, puis à Leyde, sans trouver d’espace suffisant. Le groupe était mené par Jessé de Forest, qui en 1623, demande à Jan de Moor  un passage en Amérique pour installer 54 familles sur la côte sauvage.
Dans une pétition adressée le 5 février 1621 à Sir Dudley Carleton, ambassadeur anglais à La Haye, ces familles wallonnes et françaises, sollicitaient le droit de s’établir en Virginie, mais n’acceptèrent pas d’être dispersées sur place comme leur demandait la Compagnie de Virginie, installée sur place depuis 1608. Ils acceptèrent plutôt la proposition de Jan de Moor, alors maire de Flessingue et membre du conseil d’État hollandais.
Le 27 août 1622, l'autorisation officielle d'émigrer avec les familles candidates aux Indes occidentales est donnée, par les États de Hollande, consulté le jour même de la demande, récompensant des années d'effort de Jessé de Forest et son ami Willem Usselinx.
Les Hollandais attendent que d’autres candidats au voyage rejoigne le premier groupe, en amassant des objets qui serviront à commercer avec les indiens. L’expédition décide finalement de se séparer en trois groupes : 
- Le premier se rendra dès 1624 sur les rives du fleuve Oyapock en Guyane, où il forme une colonie qui ne dura qu’un an et demi, au bord de l'Oiapoque (aujourd'hui frontière entre le Brésil et la Guyane française, et où meurt Jessé de Forest, le 22 octobre 1624. Dès 1616, Jan de Moor avait créé avec sir William Courteen une société pour cultiver en Guyane du tabac[5], alors le produit en vogue en Europe. Commerçant en lin, fils de protestants wallons réfugiés à Haarlem, William Courteen (1572–1636) découvrit en 1624 la Barbade et plusieurs autres îles non encore revendiquées, qu'il perdit au profit de James Hay, 2e comte de Carlisle, envoyé par le roi anglais Charles Ier. À la Barbade, les colons d'origine néerlandaise utilisèrent les compétences dans la culture du tabac qu'ils avaient précédemment acquis en Guyane[5].
- Un autre groupe ira sur le site de la future New York, menée par Pierre Minuit en 1626, qui rachète des terres aux Indiens et commerce avec eux, en particulier pour obtenir des fourrures.
- Le troisième groupe est formé en 1629 de 56 familles de Flessingue, qui rejoignent l’île de Tobago, à quelques kilomètres du Venezuela espagnol, et qui étaient francophones[6].

En 1632, un second contingent de colons néerlandais quitte le port de Flessingue et s'établit à son tour à Tobago. La colonie comporte maintenant plus ou moins 200 colons. Au début des années 1630, certaines escadres de la compagnie eurent comme instructions de s'arrêter à Tobago pour ravitailler les colons. Mais entre 1634 et 1637, la colonie subit l’attaque d’une expédition espagnole.
Les colons sont soutenus à partir de 1639, à leur demande insistante et celle de Willem Usselincx, par des soldats du duc de Courlande au nombre de 220 qui obtiennent finalement une concession sur le territoire en 1651 et 1654.

## Sources et bibliographie
- Pascal Saffache, Migrations, mobilités et constructions identitaires caribéennes, Éditions Publibook, 2009, 197 p. (lire en ligne)